# Stenvad Kirke
Stenvad Kirke er en kirke i landsbyen Stenvad, ca. 16 kilometer vest for Grenaa. Den blev tegnet af arkitekt H. Lønborg-Jensen og opført i perioden 1956 – 1959 af murermester Harry Skriver Rasmussen. Indvielsen fandt sted i 1959.
Arkitektonisk er den udformet som en traditionel dansk landsbykirke med elementer af både romansk og gotisk stil. Kirken er udsmykket af billedhuggeren Valdemar Foersom Hegndal.
Kirken er forsynet med skib, kor og apsis. Tårnet er vestvendt. Våbenhuset har indgangsparti fra nord, mens kapellet er sydvendt.